# Fodinoidea pluto
Fodinoidea pluto là một loài bướm đêm thuộc phân họ Arctiinae, họ Erebidae.